# Toni Kuivasto
Toni Kuivasto (ur. 31 grudnia 1975 w Tampere) – fiński piłkarz występujący na pozycji środkowego obrońcy. Obecnie gra w Hace.

## Kariera klubowa
Toni Kuivasto zawodową karierę rozpoczynał w 1992 roku w FC Ilves, w barwach którego 13 sierpnia tego samego roku w meczu Haką zadebiutował w pierwszej ligi fińskiej. Miejsce w podstawowej jedenastce swojego zespołu Kuivasto wywalczył sobie w sezonie 1994, kiedy to wystąpił w 22 ligowych pojedynkach. Łącznie dla Ilves fiński obrońca rozegrał 77 meczów, po czym został zawodnikiem drużyny Myllykosken Pallo -47.
Od 1999 roku Kuivasto był natomiast piłkarzem HJK Helsinki, z którym w 2000 roku wywalczył Puchar Finlandii. Po dwóch sezonach spędzonych w tym klubie wychowanek FC Ilves odszedł do Vikinga, z którym w 2001 roku zdobył Puchar Norwegii.
W trakcie rozgrywek w 2003 roku Kuivasto postanowił zmienić zespół i podpisał kontrakt z Djurgårdens. W nowej drużynie od razu wywalczył sobie miejsce w wyjściowym składzie i w debiutanckim sezonie sięgnął z nią po mistrzostwo Szwecji. W 2004 roku razem z ekipą „Blåränderna” Kuivasto wywalczył Puchar Szwecji, a w 2005 roku zdobył zarówno puchar jak i mistrzostwo kraju. 21 sierpnia tego samego roku Fin strzelił dwie bramki w wygranym 3:1 meczu z Kalmarem. 17 lipca 2007 roku zaliczył natomiast swój setny ligowych występ w barwach Djurgårdens IF, a spotkanie z Malmö zakończyło się remisem 1:1.
Na początku 2010 Kuivasto powrócił do Finlandii i został zawodnikiem Haki.

## Kariera reprezentacyjna
W reprezentacji Finlandii Kuivasto zadebiutował 21 lutego 1997 roku w wygranym 2:1 wyjazdowym pojedynku przeciwko Malezji. Razem z nią brał udział między innymi w eliminacjach do mistrzostw świata oraz mistrzostw Europy, jednak Finowie nie potrafili zakwalifikować się do żadnego z tych turniejów. 18 marca 2005 roku Kuivasto strzelił honorową bramkę dla reprezentacji swojego kraju w przegranym 4:1 meczu z Arabią Saudyjską i jak do tej pory jest to jego jedyne trafienie dla ekipy „Huuhkajat”. Dla reprezentacji Finlandii gracz Djurgårdens IF rozegrał już ponad 70 meczów.